# Тригуб, Александр Петрович
Александр Петрович Тригуб (род. 16 декабря 1975, Полтава) — украинский историк, доктор исторических наук (2010), профессор (2014). Почетный краевед Украины (2015), председатель Николаевской областной организации Национального союза краеведов Украины, академик Академии социальных наук Украины (2017).

## Биография
В 1993—1998 годы — учился в Николаевском педагогическом институте (ныне — Николаевский национальный университет им. В. А. Сухомлинского). В 1998—2000 годы — аспирант Национального университета «Киево-Могилянская академия». В 2001 году защитил кандидатскую диссертацию на тему «История Херсонской епархии (конец 18 — начало 20 века)».
В 2000—2006 годы — доцент кафедры истории и философии Николаевского филиала Национального университета «Киево-Могилянская академия» (ныне — Черноморский государственный университет им. Петра Могилы). В 2005 году получил доследственную стипендию Канадского института украинских исследований Альбертского университета на исследование истории украинской православной церкви.
В 2006—2009 годы — докторант кафедры истории для гуманитарных факультетов Киевского национального университета имени Тараса Шевченко. С 2009 года — доцент, впоследствии профессор кафедры международных отношений и внешней политики Черноморского государственного университета им. Петра Могилы.
В 2010 году в Донецком национальном университете защитил диссертацию на тему: «Русская православная церковь в советской Украине в 20-30-х годах XX века.: институциональный раскол и межконфессиональные отношения» на соискание ученой степени доктора исторических наук по специальности 07.00.01 — история Украины.
В 2011 году избран председателем Николаевского областного союза краеведов, член правления Национального союза краеведов Украины.
В 2012 году назначен заведующим кафедрой международных отношений и внешней политики Черноморского национального университета им. Петра Могилы.
В 2014 году получил ученое звание профессора кафедры международных отношений и внешней политики.
В 2016 году получил стипендию Научного общества имени Тараса Шевченко в Америке (НТШ-А, Нью-Йорк, США) из фонда Николая Шпетко на исследование истории Украинской автокефальной православной церкви на юге Украины.

## Награды
В 2001 года «за весомый личный вклад в реализацию государственной молодежной политики и плодотворный труд по поддержке социального становления и развития молодежи в Украине» Государственным комитетом Украины по делам семьи и молодежи награжден Почётной грамотой.
В 2006 году «за весомый вклад в развитие Николаевского государственного гуманитарного университета имени Петра Могилы» Управлением образования и науки Николаевской областной государственной администрации награждён Почётной грамотой.
В 2008 году «за значительный личный вклад в дело утверждения и укрепления государственной безопасности Украины» получил благодарность управление Службы безопасности Украины в Николаевской области.

## Публикации
книги
- Розгром української церковної опозиції в Російській православній церкві (1922—1939 рр.) — Миколаїв: ТОВ "Фірма «Іліон», 2009. — 312 с.
- Розкол Російської православної церкви в Україні (1922-39 рр.): між Державним політичним управлінням та реформацією. — Миколаїв: Вид-во ЧДУ імені Петра Могили, 2009. — 300 с.
- Миколаївська область: Час. Події. Особистості. — Миколаїв: ТОВ «Дизайн та Поліграфія», 2012. — 352 с. (в соавторстве)
- Міжнародні гуманітарні організації на Півдні України у 20-х рр. ХХ ст. — Миколаїв: ТОВ «Фірма „Іліон“», 2020. — 327 с. (соавтор: Тимур Михайловський)

статьи
- Революційні події 1905—1907 рр. і духовенство Херсонської єпархії // Наукові праці: збірник. Т. 5. Історичні науки. — Миколаїв : Видавничий відділ МФ НаУКМА, 2000. — С. 61-66.
- Місіонерська діяльність православної церкви на Півдні України (друга половина ХІХ — початок ХХ ст.) // Наукові праці: збірник. Т. 8. Історичні науки / упоряд. В. І. Андрєєв. — Миколаїв : Видавництво МФ НаУКМА, 2000. — 164 с. — С. 45-49.
- Історія Російської православної церкви на Півдні України (кінець XVIII — початок ХХ ст.): історіографія проблеми // Наукові праці. Історичні науки: науково-методичний журнал. 2001. — № 10. — С. 30-34.
- «Істинно-православна церква» в Україні (1927—1931 рр.) // Гілея: науковий вісник : Збірник наукових праць/ Національний педагогічний університет імені М. П. Драгоманова (Київ), Українська Академія Наук (Київ). — Київ, 2004—2009. — Випуск 20. — 408 с. — С. 89-104.
- Православна церква на Миколаївщині (1917—1954 рр.) // Гілея: науковий вісник : Збірник наукових праць/ Національний педагогічний університет імені М. П. Драгоманова (Київ), Українська Академія Наук (Київ). 2005. — Випуск 3 (липень-вересень). — С. 109—131; // 2005 г. Випуск 4 (жовтень-грудень). — 245 с. — С.16-55.
- Становлення та розвиток православ`я на Миколаївщині (друга половина XVIII-ХІХ ст.) // Краєзнавчий альманах. Духовне багатство-нащадкам: археологія, історія, культура, святині, подвижники землі Миколаївської. — Миколаїв : ОІППО, 2005. — 75 с — С. 10-21.
- Селянство та розкол Російської православної церкви 1920-х рр. // Український селянин. — 2006. — Вип. 10. — С. 148—152.
- Російська Православна Церква у міжнародних відносинах на межі тисячоліть // Емінак. — 2007. — № 1. — С. 80-83.
- Основні напрямки діяльності іноземних консульств на Півдні України у другій половині ХІХ — початку ХХ ст. (на прикладі Миколаєва) // Емінак. — 2007. — № 2. — С. 90-97.
- Діяльність АРА на Миколаївщині (1921—1923 рр.) // Емінак. — 2007. — № 2. — С. 105—116.
- Житомирський єпископ Аверкiй (Кедров) та розкол РПЦ (20-30-i рр. ХХ ст.) // Пiвденний архiв: Збiрник наукових праць. [Сер.:] Iсторичнi науки. — Херсон, 2007. — Вип. 26. — С. 238—244
- Розкол РПЦ 1920—1930-х років у американській історіографії // Наукові праці Миколаївського державного гуманітарного університету ім. Петра Могили комплексу «Києво-Могилянська академія». Сер. : Історичні науки. — 2008. — Т. 83, Вип. 70. — С. 107—117.
- Виникнення та становлення обновленської церкви в Україні (1922—1923 рр.) // Емінак. — 2009. — № 1-4. — С. 51-57.
- Всеукраїнський православний Собор УПАСЦ 1928 р.: підготовка, проведення та результати // Наукові праці [Чорноморського державного університету імені Петра Могили]. Сер. : Історія. — 2009. — Т. 104, Вип. 91. — С. 72-77
- Конфесії Російської православної церкви в Україні у 30-х рр. ХХ ст. // Наукові праці [Чорноморського державного університету імені Петра Могили]. Сер. : Історія. — 2009. — Т. 115, Вип. 102. — С. 36-40.
- Органи НКВС у реалізації розкольницької політики РПЦ в Україні 20-х рр. ХХ ст. // Наукові праці Чорноморського державного університету ім. Петра Могили комплексу «Києво-Могилянська академія». Сер. : Історичні науки. — 2009. — Т. 100, Вип. 87. — С. 72-77.
- Помісний обновленський Собор УПЦ 1925 р.: рішення та їх реалізація // Наукові записки [Вінницького державного педагогічного університету імені Михайла Коцюбинського]. Серія : Історія. — 2009. — Вип. 16. — С. 64-72.
- БОПУПАЦ у боротьбі за поширення ідеї «канонічної» автокефалії (1922—1925) // Гілея: науковий вісник : Збірник наукових праць / Національний педагогічний університет імені М. П. Драгоманова (Київ), Українська Академія Наук (Київ). — 2009. — Випуск 24. — 441 с. — С. 43-52.
- Україна в Чорноморському регіоні: реалії та перспективи // Наукові праці [Чорноморського державного університету імені Петра Могили]. Сер. : Історія. — 2011. — Т. 147, Вип. 134. — С. 54-58. (соавтор: Ю. В. Сустова)
- Діяльність Представництва РПЦ при європейських міжнародних організаціях (2002—2011 рр.) // Наукові праці: науково-методичний журнал. — Вип. 159. Т. 171. Історія. — Миколаїв: Вид-во ЧДУ імені Петра Могили, 2012. — С. 70-74.
- Ялтинська конференція 1945 р. на сторінках радянської преси (на матеріалах газети «Известия») // Наукові праці: науково-методичний журнал. — Вип. 168. Т. 180. Історія. — Миколаїв: Вид-во ЧДУ імені Петра Могили, 2012. — С. 110—113.
- Міжнародні ініціативи РПЦ у зовнішній політиці СРСР (1945—1991 рр.) // Науковий вісник Миколаївського національного університету імені В. О. Сухомлинського : Збірник наукових праць. Вип. 3.32. Історичні науки / ред. В. Д. Будак. — Миколаїв : МНУ ім. В. О. Сухомлинського, 2012. — 352 с. — С. 214—220
- Переслідування єврейських політичних партій на Миколаївщині (1921—1927 рр.) // 220 років разом. Матеріали I Міжнародної науково-практичної конференції. Випуск I / Гол. ред. Шитюк М. М. — Миколаїв: Видавець Шамрай П. М., 2012. — С. 194—201.
- Сектантський та розкольницький елемент в житті Херсонської єпархії (1775—1800 рр.) // Аркасівські читання: матеріали II Міжнародної наукової конференції (27-28 квітня 2012 р.). — Миколаїв: МНУ імені В. О. Сухомлинського, 2012. — С. 196—198.
- Міжнародні зв’язки Південної України: джерела на сторінках часопису «Записки Одеського товариства історії та старожитностей» // Історичний архів. — 2012. — Вип. 8. — С. 164—168.
- Миротворча діяльність РПЦ на пострадянському просторі (1992—2012 рр.) // Наукові праці [Чорноморського державного університету імені Петра Могили]. Сер. : Історія. — 2012. — Т. 198, Вип. 186. — С. 41-44.
- Ялтинська європейська стратегія: перспективи євроінтеграції України // Історичний архів. — 2013. — Вип. 10. — С. 114—122. (соавтор: П. М. Тригуб)
- Дворянське землеволодіння Кривоозерщини (кінець ХV — початок ХХ ст.) // Науковий вісник Миколаївського національного університету імені В. О. Сухомлинського. Історичні науки. — 2013. — Вип. 3.35. — С. 82-87.
- Маловідомі сторінки історії церкви у с. Покровка на Кінбурнській косі // Емінак. — 2013. — № 1-4. — С. 5-13.
- Міжнародна організація «Джойнт» в економічній розбудові Південної України (20-30-ті роки ХХ ст.) // Науковий вісник Миколаївського національного університету імені В. О. Сухомлинського. Історичні науки. — 2013. — Вип. 3.34. — С. 113—119.
- Рецензія на підручник: Казьмирчук М. Г. Етнополітика: підручник для студентів історичного факультету 1 курсу ОКР «Магістр». — К.: ПП «КП УкрСіч», 2013. — 360 с. // Гілея: науковий вісник. — 2013. — № 73. — С. 381.
- Становлення зовнішньополітичної концепції РПЦ в умовах глобалізації // Науковий вісник Миколаївського національного університету імені В. О. Сухомлинського. Історичні науки. — 2013. — Вип. 3.35. — С. 207—211.
- Ялтинська європейська стратегія: перспективи євроінтеграції України // Історичний архів. — 2013. — Вип. 10. — С. 114—122. (соавтор: О. П. Тригуб)
- Кривошея І. Неурядова старшина Української козацької держави (ХVІІ-ХVІІІ ст.) // Український історичний журнал. — 2014. — № 4. — С. 210—211.
- Современная украинская историография обновленческого раскола // Церковно-исторический вестник. — М.: Общество любителей церковной истории, 2013—2014. — № 20/21. — С. 188—200.
- Антирелігійна комісія як засіб розколу РПЦ (1922—1929 рр.) // Емінак. — 2015. — № 1-2. — С. 11-25.
- Розкол Російської православної церкви в Україні (1920-1930-ті роки) // Емінак. — 2014. — № 1-2. — С. 34-41.
- Бабенко Л. Л. Радянські органи державної безпеки в системі взаємовідносин держави і православної церкви в Україні (1918 — середина 1950-их рр.): монографія / Л. Л. Бабенко. — Полтава: ТОВ «АСМІ», 2014. — 549 с // Історична пам’ять. — 2015. — Вип. 32. — С. 152—154.
- Кировоградское викариатство // Православная энциклопедия. — М., 2014. — Т. XXXV : Кириопасха — Клосс. — С. 38—46. — 33 000 экз. — ISBN 978-5-89572-041-7.
- Кременчугская и Лубенская епархия // Православная энциклопедия. — М., 2015. — Т. XXXVIII : Коринф — Крискентия. — С. 526—533. — 33 000 экз. — ISBN 978-5-89572-029-5. (в соавторстве)
- Діяльність Канади в Організації американських держав (1990—2015) // Наукові праці [Чорноморського державного університету імені Петра Могили комплексу «Києво-Могилянська академія»]. Серія : Історія. — 2015. — Т. 264, Вип. 251. — С. 42-46.
- Конфесії РПЦ в Україні на шляху до автокефалії (20-30-і роки ХХ ст.) // Емінак. — 2015. — № 4. — С. 53-63.
- Політика США відносно Республіки Таджикистан // Молодий вчений. — 2015. — № 1 (2). — С. 190—194.
- Сучасні доктрини та концепції зовнішньої політики США щодо Центральної Азії // Молодий вчений. — 2015. — № 2 (5). — С. 179—182.
- Єпископ Феодосій (Кірика) у житті православної церкви на Херсонщині (1920-30-ті роки) // Минуле і сучасність: Херсонщина. Таврія. Каховка. — Херсон ; Каховка, 2016. — С. 164—167.
- Одеська «Комісія по боротьбі з антирадянськими партіями» та єврейські партії Південної України (1922 р.) // V Міжнародна науково-практична конференція «Історичні мідраші Північного Причорномор’я» : матеріали (19-21 квіт. 2016 р.) / Миколаїв. обл. держ. адмін. [та ін.]; гол. ред. М. М. Шитюк. — Миколаїв : Тип. Шамрай, 2016. — Т. 1. — С. 322—331.
- Американські консули на Півдні України (1829—1919 рр.) // Американська історія та політика. — 2016. — № 1. — С. 19-27.
- Єпископ УАПЦ Антон Гриневич (1875—1937 рр.) // Емінак. — 2016. — № 3 (1). — С. 44-51.
- Боротьба за українізацію православ’я у Херсонсько-Одеській єпархії часів національно-визвольних змагань (1917—1920 рр.) // Емінак. — 2017. — № 3 (1). — С. 24-29.
- УАПЦ на Єлисаветградщині: від світанку до згасання // Емінак. — 2017. — № 4 (2). — С. 52-60.
- Політико-правові основи відносин України та північно-африканських країн // Молодий вчений. — 2018. — № 4(2). — С. 609—613.
- Українська діаспоріана // Емінак. — 2018. — № 2(2). — С. 155—156.
- Консульська служба Німеччини у Північному Приазов'ї очима бердянських істориків. Рец.: Лиман І., Константінова В. Німецькі консули в Північному Приазов’ї. Дніпро: ЛІРА, 2018. — 500 с. // Емінак. — 2019. — № 2. — С. 208—210.
- Слово редактора // Емінак. — 2019. — № 1. — С. 7-8.
- Чарльз Ханмер Діксон — перший британський консул у Сухум-Кале (1858—1865 рр.) // Старожитності Лукомор’я. — 2020. — № 1. — С. 115—126.
- Від Кавказу до Абіссінії: важкий шлях британського консула Чарльза Дункана Кемерона (1825—1870 рр.) // Старожитності Лукомор’я. — 2020. — № 2. — С. 39-46.
- З думкою про допомогу: АРА на Півдні України у 1921—1923 рр. // Старожитності Лукомор’я. — 2020. — № 2. — С. 47-77.
- Протягивая руку помощи… американская гуманитарная помощь населению Тираспольского уезда (1922-1923 гг.) // Вестник Томского государственного университета. История. — 2020. — № 66. — С. 58—64. (в соавторстве с Людмилой Вовчук)